# Майстер Екхарт
Майстер Екхарт (на немски: Meister Eckhart; на латински: Eckhartus de Hochheim) е името, под което е известен Йоханес Екхарт (Johannes Eckhart, също и Екхарт от Хохайм, Eckhart von Hochheim), немски философ и теолог, един от най-големите християнски мистици, монах от Доминиканския орден.

## Биография
Още в началото на тридесетте си години бил избран за приор на манастира, в който като съвсем млад постъпил.
После учи и преподава в Сорбоната, след това в Страсбург и Кьолн. Малко преди смъртта си е обвинен от инквизицията за еретически възгледи, но умира преди да получи вердикта на папа Йоан XXII, след като се е защитавал успешно. Част от обвиненията срещу него е това, че е допускал на проповедите му да присъства и простолюдие.
Най-популярните му ученици са Йохан Таулер и Хайнрих Сузо. Силно повлияни от него са също и Николай Кузански и Якоб Бьоме, а по индиректен начин и класическото розенкройцерство.

## Идеи
Майстер Екхарт е повлиян от Платоновата традиция в средновековието. Част от възгледите му са оформени и вследствие на познаването на богомилските и гностичните доктрини, чрез които е прибавил допълнителни измерения към своето богословие. За него Бог е над всички дефиниции. Ние можем повече да се приближим до Бога, като казваме какво Бог не е, отколкото да дръзваме да казваме какво е. В душата на човека има една искрица, която се докосва до Бога. Тази искрица е неназовима.
Екхарт обръща изключително внимание на това, че човешките идеи за божественост пречат на самата божественост да се проявява. Той казва, че човекът не трябва да допуска в себе си Бога, а да пребивава в абсолютна празнота, която вече би била изпълнена от Бог, но чрез самия Него. Ако човек търси Бога, той така не позволява да се отвори истински, тъй като преследва своята собствена идея за бог.
Екхарт описва и анализира различията между двата начина на съществуване – притежанието и битието с такава прозорливост и яснота, която на никой все още не се е удало до достигне. Майстер Екхарт е бил една от водещите фигури на Доминиканския орден в Германия, високоерудиран теолог, най-задълбоченият и радикален мислител и най-изтъкнатият представител на немския мистицизъм. Силно въздействие оказвали неговите проповеди, които повлияли не само съвременниците и учениците му, но и по-късните немски мистици.

## Съчинения
На български език съществуват две издания (1996 г. на Университетско издателство и 2012 г. Фондация „Комунитас“) на неговите „Проповеди и трактати“.
- „Парижки въпроси“
- „Трактат в три части“
- „Разсъждения върху интуицията“
- „Книга за божественото утешение“,
- „За благородния човек“

## Уеб връзки
- Eckhart Triebel: Meister Eckhart und seine Zeit (Майстер Екхарт и неговото време - немски)
- Eckhart Triebel: Meister Eckhart Bibliographie seit 1995 (Библиография на Майстер Екхарт от 1995 г.)